# Anderson Island
Anderson Island – jednostka osadnicza w Stanach Zjednoczonych, w stanie Waszyngton, w hrabstwie Pierce.